# Linia kolejowa nr 173
Linia kolejowa nr 173 Rybnik – Sumina – prawie w całości dwutorowa linia kolejowa znaczenia państwowego w województwie śląskim. Została otwarta 1 marca 1913 roku. W 1970 zelektryfikowano ją na całej długości. Odbywa się na niej ruch pasażerski oraz towarowy. Posiada kategorię linii magistralnej.

## Rewitalizacja
W połowie stycznia 2017 PKP PLK podpisały z konsorcjum firm Trakcja PRKil, Strabag, Strabag Rail, Comsa i ZUE umowę na rewitalizację linii nr 173 w ramach zadania  „Prace na liniach kolejowych nr 140, 148, 157, 159, 173, 689, 691 na odcinku Chybie – Żory – Rybnik – Nędza / Turze”.

## Parametry techniczne
Linia wyposażona jest w elektromagnesy samoczynnego hamowania pociągów. Cała linia jest klasy D3. Na linii nie występują żadne ograniczenia odnośnie do dni tygodnia i godzin, w których linia może być użytkowana. W ramach rozkładu jazdy 2019/20 obowiązują następujące prędkości maksymalne:
| Kilometraż | Kilometraż | Prędkość | Prędkość |
| od         | do         | tor 1    | tor 2    |
| ---------- | ---------- | -------- | -------- |
| -0,500     | -0,476     | 60       |          |
| -0,476     | 0,483      | 60       | 120      |
| 0,483      | 1,600      | 60       | 120      |
| 1,600      | 8,550      | 120      | 120      |
| 8,550      | 12,136     | 120      | 120      |
| 12,136     | 12,200     | 100      | 120      |
| 12,200     | 13,351     | 100      | 100      |
| 13,351     | 13,353     | 100      |          |